# Анабель Алі
Анабель Лаура Алі (англ. Annabelle Laure Ali; нар. 4 березня 1985, Ягуа, Крайній північний регіон) — камерунська борчиня вільного стилю, чемпіонка світу з пляжної боротьби, п'ятиразова чемпіонка, дворазова срібна та дворазова бронзова призерка чемпіонатів Африки, чемпіонка Африканських ігор, чемпіонка Співдружності, дворазова срібна призерка Ігор Співдружності, учасниця трьох Олімпійських ігор.

## Біографія
Боротьбою почала займатися з 2007 року. Виступала за борцівський клуб «INSEP» Париж. Тренер Ісаак Мпія (з 2009).

## Спортивні результати на міжнародних змаганнях

### Виступи на Олімпіадах
| Змагання                    | Збірна  | Вагова категорія          | Місце |
| --------------------------- | ------- | ------------------------- | ----- |
| Літні Олімпійські ігри 2008 | Камерун | жіноча боротьба, до 72 кг | 16    |
| Літні Олімпійські ігри 2012 | Камерун | жіноча боротьба, до 72 кг | 7     |
| Літні Олімпійські ігри 2016 | Камерун | жіноча боротьба, до 75 кг | 5     |

### Виступи на Чемпіонатах світу
| Змагання                                | Збірна  | Вагова категорія          | Місце  |
| --------------------------------------- | ------- | ------------------------- | ------ |
| Чемпіонат світу з боротьби 2007         | Камерун | жіноча боротьба, до 72 кг | 19     |
| Чемпіонат світу з боротьби 2008         | Камерун | жіноча боротьба, до 72 кг | 12     |
| Чемпіонат світу з пляжної боротьби 2009 | Камерун | жінки, +70 кг             | Золото |
| Чемпіонат світу з боротьби 2009         | Камерун | жіноча боротьба, до 72 кг | 9      |
| Чемпіонат світу з боротьби 2010         | Камерун | жіноча боротьба, до 72 кг | 11     |
| Чемпіонат світу з боротьби 2011         | Камерун | жіноча боротьба, до 72 кг | 5      |
| Чемпіонат світу з боротьби 2013         | Камерун | жіноча боротьба, до 72 кг | 19     |

### Виступи на Чемпіонатах Африки
| Змагання                         | Збірна  | Вагова категорія          | Місце  |
| -------------------------------- | ------- | ------------------------- | ------ |
| Чемпіонат Африки з боротьби 2008 | Камерун | жіноча боротьба, до 72 кг | Бронза |
| Чемпіонат Африки з боротьби 2009 | Камерун | жіноча боротьба, до 72 кг | Золото |
| Чемпіонат Африки з боротьби 2010 | Камерун | жіноча боротьба, до 72 кг | Золото |
| Чемпіонат Африки з боротьби 2011 | Камерун | жіноча боротьба, до 72 кг | Золото |
| Чемпіонат Африки з боротьби 2012 | Камерун | жіноча боротьба, до 72 кг | Срібло |
| Чемпіонат Африки з боротьби 2014 | Камерун | жіноча боротьба, до 75 кг | Золото |
| Чемпіонат Африки з боротьби 2015 | Камерун | жіноча боротьба, до 75 кг | Золото |
| Чемпіонат Африки з боротьби 2016 | Камерун | жіноча боротьба, до 75 кг | Срібло |
| Чемпіонат Африки з боротьби 2018 | Камерун | жіноча боротьба, до 76 кг | Бронза |

### Виступи на Африканських іграх
| Змагання              | Збірна  | Вагова категорія          | Місце  |
| --------------------- | ------- | ------------------------- | ------ |
| Африканські ігри 2015 | Камерун | жіноча боротьба, до 75 кг | Золото |

### Виступи на Чемпіонатах Співдружності
| Змагання                                | Збірна  | Вагова категорія          | Місце  |
| --------------------------------------- | ------- | ------------------------- | ------ |
| Чемпіонат Співдружності з боротьби 2005 | Камерун | жіноча боротьба, до 72 кг | Золото |

### Виступи на Іграх Співдружності
| Змагання                | Збірна  | Вагова категорія          | Місце  |
| ----------------------- | ------- | ------------------------- | ------ |
| Ігри Співдружності 2010 | Камерун | жіноча боротьба, до 72 кг | Срібло |
| Ігри Співдружності 2014 | Камерун | жіноча боротьба, до 75 кг | Срібло |

### Виступи на інших змаганнях
| Змагання                                                        | Збірна  | Вагова категорія          | Місце  |
| --------------------------------------------------------------- | ------- | ------------------------- | ------ |
| Олімпійський кваліфікаційний турнір з боротьби 2008 (Едмонтон)  | Камерун | жіноча боротьба, до 72 кг | Бронза |
| Олімпійський кваліфікаційний турнір з боротьби 2008 (Хапаранда) | Камерун | жіноча боротьба, до 72 кг | 8      |
| Турнір Дана Колова — Николи Петрова 2009                        | Камерун | жіноча боротьба, до 72 кг | Бронза |
| Золотий Гран-прі з боротьби 2010 (Красноярськ)                  | Камерун | жіноча боротьба, до 72 кг | Срібло |
| Турнір Дана Колова — Николи Петрова 2010                        | Камерун | жіноча боротьба, до 72 кг | 4      |
| Золотий Гран-прі з боротьби 2010 (Баку)                         | Камерун | жіноча боротьба, до 72 кг | Бронза |
| Гран-прі Іспанії з боротьби 2011                                | Камерун | жіноча боротьба, до 72 кг | Срібло |
| Тестовий турнір FILA 2011                                       | Камерун | жіноча боротьба, до 72 кг | Бронза |
| Гран-прі Іспанії з боротьби 2012                                | Камерун | жіноча боротьба, до 72 кг | Срібло |
| Франкомовні ігри 2013                                           | Камерун | жіноча боротьба, до 72 кг | Бронза |
| Олімпійський кваліфікаційний турнір з боротьби 2016 (Алжир)     | Камерун | жіноча боротьба, до 75 кг | Золото |